# Rettungshelfer

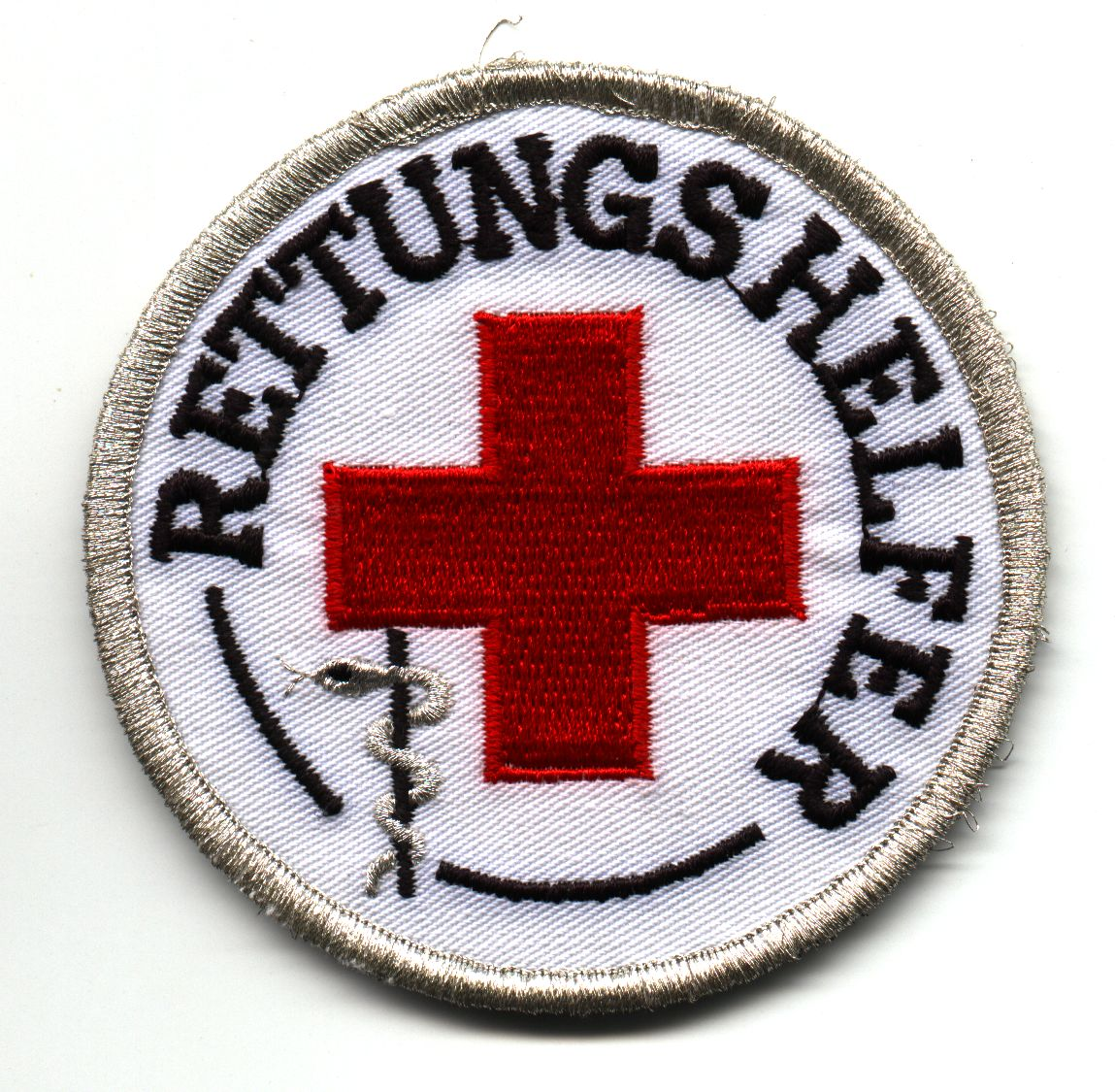
DRK-Fachkraftabzeichen „Rettungshelfer“

Rettungshelfer (RH) bzw. Rettungsdiensthelfer (RDH) ist eine bundesweit nicht einheitliche Qualifizierung für Personal im Krankentransport und Rettungsdienst (Rettungsdienstfachpersonal). Die Regelungen für Einsatz und Ausbildung werden, sofern keine landesweiten Regelungen existieren, von den jeweiligen Ortsvereinen bzw. deren Dachorganisationen vorgegeben.
Der Arbeitsschwerpunkt liegt bei dieser Ausbildung im Bereich der qualifizierten Krankentransporte, wo sie zusammen mit einem Rettungssanitäter oder einer höher qualifizierten Fachkraft den Krankentransportwagen (KTW) besetzen. Sie werden jedoch auch in einigen Bundesländern in der Notfallrettung eingesetzt. Dort besetzen sie zusammen mit einem Notfallsanitäter oder Rettungsassistenten einen Rettungswagen (RTW). Der Rettungshelfer ist in vielen Bundesländern aufgrund der kurzen Ausbildung die typische Ausbildung für freiwillige Mitarbeiter im Freiwilligen Sozialen Jahr (FSJ) oder im Bundesfreiwilligendienst (BFD) im Rettungsdienst und Krankentransport.

## Ausbildung

### Regelform
Die Ausbildung zum Rettungshelfer dauert in den meisten Bundesländern und Ortsvereinen 320 Stunden und umfasst eine theoretische Ausbildung (160 Stunden) sowie ein 80-stündiges Krankenhauspraktikum und 80-stündiges Praktikum in einer Rettungswache. Jedoch ist die Stundenanzahl in den beiden Praktika von Bundesland zu Bundesland unterschiedlich. Teilweise wird zum Beispiel auch auf das Krankenhauspraktikum verzichtet und dafür ein 160-stündiges Rettungswachenpraktikum absolviert. Sofern es dazu keine Sonderregelung gibt, erhält man die Ausbildung ohne Absolvierung einer Abschlussprüfung.
Die theoretische Ausbildung ist meist mit den Ausbildungsinhalten der Ausbildung zum Rettungssanitäter identisch. So umfasst sie unter anderem die Grundlagen der Anatomie und Physiologie des menschlichen Körpers, häufige Krankheitsbilder und Notfälle im Krankentransport und Rettungsdienst, sowie den Umgang und die Vorbereitung von medizinischen Geräten.

### Sonderformen
Ausnahmen von dieser Regelform gibt es in den Ländern Baden-Württemberg, Hessen und Nordrhein-Westfalen:

#### Rettungshelfer Baden-Württemberg
In Baden-Württemberg setzt sich die Ausbildung zum Rettungshelfer aus einem 160-stündigen theoretischen Lehrgang sowie einem 80-stündigen Praktikum auf einer Rettungswache zusammen. Abgeschlossen wird der Fachlehrgang durch eine 15-minütige praktische Prüfung, davon 10 min zur Bearbeitung eines Fallbeispiels (z. B. Hypoglykämie) und 5 Minuten als Feedbackgespräch. Eine Sonderregelung findet für geprüfte Sanitätshelfer Anwendung: diese haben die Möglichkeit, die Stundenzahl auf 120 Stunden zu reduzieren.

#### Rettungshelfer Hessen
Auch in Hessen gibt es für die Rettungshelfer-Ausbildung eine gesetzliche Sonderregelung. Hier umfasst die Rettungshelferausbildung 240 Stunden, die sich in 160 Stunden Theorie (Modul 1), 80 Stunden Klinikpraktikum (Modul 2) aufteilen. Der Rettungshelfer wird im Krankentransport als Fahrer eingesetzt; der Einsatz in der Notfallrettung erfordert mindestens die Qualifikation als Rettungssanitäter.
Das Modul 2 wird bis hier im Vergleich zur Ausbildung zum Rettungssanitäter nur zur Hälfte absolviert. Um die Ausbildung zum Rettungssanitäter abschließen zu können, müssen noch 80 Stunden Klinikpraktikum und 160 Stunden Lehrrettungswachenpraktikum absolviert werden.

#### Rettungshelfer NRW
In Nordrhein-Westfalen besteht die Möglichkeit, die Ausbildung zum sogenannten „Rettungshelfer NRW“ (RH-NRW) zu absolvieren. Geregelt ist dies durch die „Ausbildungs- und Prüfungsverordnung für Rettungssanitäter und Rettungshelfer“ (RettAPO NRW) des Landes NRW. Im Grunde ist diese Ausbildung vergleichbar mit der Sanitäter-Ausbildung bei diversen Hilfsorganisationen, schließt aber mit einer schriftlichen Prüfung und einer praktischen Prüfung vor dem Gesundheitsamt ab und verlangt Einsatzerfahrung im Rettungsdienst. Die Ausbildung zum „Rettungshelfer NRW“ umfasst 80 Stunden theoretische Schulung und 80 Stunden Rettungswachenpraktikum. Der „Einsatzsanitäter“-Lehrgang des Malteser Hilfsdienstes stellt hinsichtlich der theoretischen Unterrichtung eine äquivalente Qualifikation zum Rettungshelfer (NRW) dar. Der Rettungshelfer NRW darf im Rahmen des Rettungsdienstes ausschließlich als „Fahrer“ im Krankentransport eingesetzt werden.

## Fortbildung
Ein Rettungshelfer muss in manchen Bundesländern je nach rechtlichen Bestimmungen eine gewisse Stundenzahl an jährlichen Pflichtfortbildungen oder Einsatzstunden nachweisen, damit er weiterhin im Rettungsdienst bzw. Krankentransport eingesetzt werden darf.

## Ausbildungsliteratur
Auszug aus der Standardausbildungsliteratur:
- Luxem/Kühn/Runggaldier (Hrsg.): Rettungsdienst RS/RH, Urban & Fischer Elsevier, München, 2006, ISBN 3-437-48040-5.
- Markus Böbel, Hans-Peter Hündorf, Roland Lipp, Johannes Veith (Hrsg.): LPN-San. Lehrbuch für Rettungssanitäter, Betriebssanitäter und Rettungshelfer, Stumpf + Kossendey; 3. Auflage (März 2012), ISBN 978-3-938179-97-0.